# Coursera
Coursera /kɔrsˈɛrə/ è un'azienda statunitense che opera nel campo delle tecnologie didattiche fondata da docenti d'informatica dell'Università di Stanford.
La piattaforma offre corsi universitari gratuiti in formato Massive Open Online Courses (Mooc) e dal 2014 coinvolge un centinaio di università ed enti operanti nel campo dell'istruzione superiore in tutto il mondo. Sebbene il completamento e le lezioni siano gratuiti e forniscano un attestato di frequenza, per ottenere certificati ufficiali è generalmente richiesto un pagamento per l'iscrizione a una piattaforma di verifica individuale e coprire i costi amministrativi.

## Corsi
I corsi offerti sono della tipologia MOOC (Massive Open Online Course) e contemplano un'ampia gamma di tematiche tra cui le discipline umanistiche, le scienze sociali, il business, la medicina, la biologia, la matematica, la fisica e l'informatica.
I corsi prevedono video di lezioni, materiale didattico, esercitazioni e forum di discussione. Secondo il modello MOOC, i corsi sono forniti in forma gratuita, e prevedono una serie variabile di esercitazioni o lezioni obbligatorie per il conseguimento del certificato finale, in genere a pagamento per avere carattere di ufficialità da parte dell'istituzione che lo fornisce.
Al 2013, erano disponibili corsi in arabo, cinese, francese, giapponese, inglese, italiano, russo, portoghese, spagnolo, tedesco, turco e ucraino.
Coursera offre anche corsi di laurea in collaborazione con le Università. Ad esempio, la piattaforma è partner di HEC Paris per l'Executive Master Innovation & Entrepreneurship. 100% online, questo programma mira a formare dirigenti senior specializzati in queste due aree in 18 mesi. È stato inaugurato a marzo 2017.

## Storia e collaborazioni
Fondata da Andrew Ng e Daphne Koller dell'Università di Stanford, Coursera ha iniziato la sua attività nel 2012 con una collaborazione dell'Università di Stanford, la Princeton University, l'Università del Michigan, e l'Università della Pennsylvania, a cui si aggiunsero altri 12 atenei nel mese di luglio dello stesso anno seguiti da ulteriori 17 nel mese di settembre Altre 29 università si sono aggiunte al progetto nel mese di febbraio 2013, quando sono iniziate le prime proposte di corsi in cinese, italiano, e spagnolo. La compagine dei soggetti partecipanti è cresciuta ancora nei mesi successivi, fino a raggiungere le 97 istituzioni coinvolte nel mese di novembre 2013., fra le quali l'Università La Sapienza di Roma  e l'Università commerciale Luigi Bocconi di Milano.
Al dicembre 2019, i partner di Coursera sono più di 200 in 29 Paesi. Il numero comprende: università, aziende e istituzioni governative. Tra i collaboratori ci sono: Universidade de São Paulo, University of London, Indian School of Business e diverse università statunitensi, tra cui: University of Illinois, University of Pennsylvania, ecc.